# Croix (Territori de Belfort)
Croix és un municipi francès, es troba al departament del Territori de Belfort i a la regió de Borgonya - Franc Comtat. L'any 2004 tenia 158 habitants.

## Geografia
Està situat a l'extrem sud del departament, tocant a Suïssa per l'est i al departament del Doubs al Sud.
És el municipi francès més allunyat del mar.

## Demografia
| 1962 | 1968 | 1975 | 1982 | 1990 | 1999 | 2004 |
| ---- | ---- | ---- | ---- | ---- | ---- | ---- |
| 152  | 136  | 121  | 112  | 122  | 140  | 158  |